# ナショナル・ボード・オブ・レビュー賞 (1933年)
第5回ナショナル・ボード・オブ・レビュー賞は1933年12月29日に発表された。

## 受賞一覧

### 作品賞およびトップ10
- 『トパーズ』 Topaze

（2位以下はアルファベット順）
- 『バークレー・スクエア』 Berkeley Square
- 『カヴァルケード（大帝国行進曲）』 Cavalcade
- 『若草物語』 Little Woman
- Mama Loves Papa 
- 『ハーメルンの笛吹き』 The Pied Piper
- 『わたしは別よ』 She Done Him Wrong
- 『あめりか祭』 State Fair
- 『三角の月』 Three-Cornered Moon
- 『ブダペストの動物園』 Zoo in Budapest

### 外国語映画賞
- Hertha's Erwachen  ドイツ

(2位以下はアルファベット順)
- 『イワン』 Ivan  ソビエト連邦
- 『M』 M – Eine Stadt sucht einen Mörder  ドイツ
- 『朝やけ』 Morgenrot  ドイツ
- 『にんじん』 Poil de carotte  フランス
- 『ヘンリー八世の私生活』(別題：『孤独な国王』) The Private Life of Henry VIII  イギリス
- Creating Quatorze Juillet  フランス
- Rome Express  イギリス
- 『詩人の血』 The Blood of a Poet  フランス